# NGC 7409
NGC 7409 је спирална галаксија у сазвежђу Пегаз која се налази на NGC листи објеката дубоког неба.
Деклинација објекта је + 20° 12' 39" а ректасцензија 22h 53m 48,0s. Привидна величина (магнитуда) објекта NGC 7409 износи 14,4 а фотографска магнитуда 15,4. NGC 7409 је још познат и под ознакама CGCG 453-18, NPM1G +19.0555, PGC 69939.